# مبلمان چندمنظوره

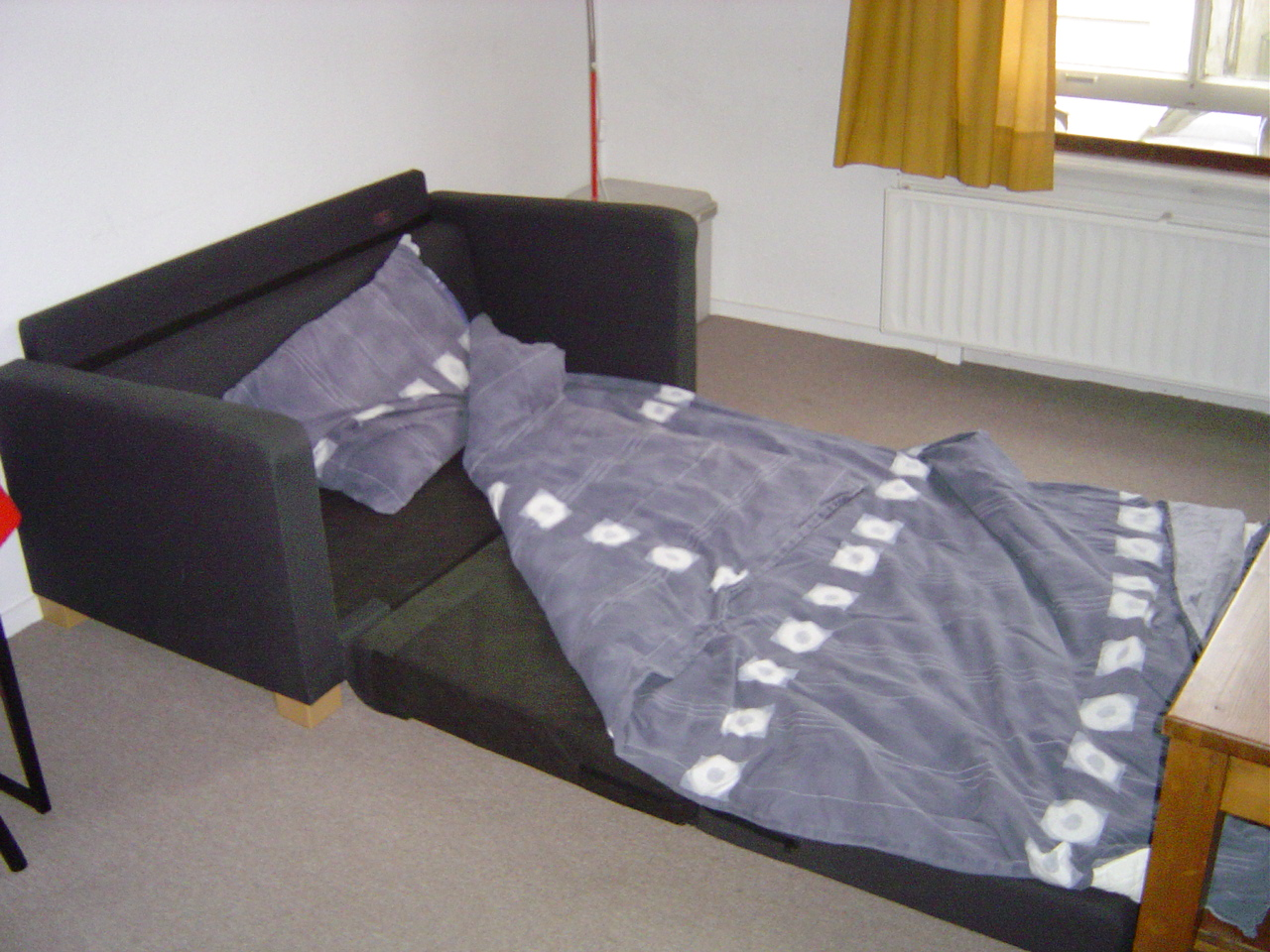
یک مبل تخت‌خواب‌شو از یک کاناپه به یک تخت‌خواب بازشو

مبلمان چندمنظوره (به انگلیسی: Multifunctional Furniture) یک مبلمان با چندین عملکرد ترکیبی است. توابع ترکیبی ممکن است متفاوت باشند، اما یک نوع رایج این است که یک تابع ذخیره‌سازی اضافی را در صندلی، میز و غیره گنجاند، و آن‌ها را به اصطلاح مبلمان ذخیره‌سازی کنند. مبلمان چند‌منظوره می‌توانند استفاده کارآمدتری از فضاهای زندگی را در خود جای دهند. کمبود فضا می‌تواند دلیل مهمی برای انتخاب چنین مبلمانی باشد، اما مبلمان ترکیبی در خانه‌های بزرگتر نیز برای استفادۀ بهینه از فضا دیده می‌شود.